# Cincinnati Masters 2006 - Qualificazioni singolare femminile
Le qualificazioni del singolare femminile del Cincinnati Masters 2006 sono state un torneo di tennis preliminare per accedere alla fase finale della manifestazione. I vincitori dell'ultimo turno sono entrati di diritto nel tabellone principale. In caso di ritiro di uno o più giocatori aventi diritto a questi sono subentrati i lucky loser, ossia i giocatori che hanno perso nell'ultimo turno ma che avevano una classifica più alta rispetto agli altri partecipanti che avevano comunque perso nel turno finale.
Le qualificazioni del torneo Cincinnati Masters 2006 prevedevano 32 partecipanti di cui 4 sono entrati nel tabellone principale.

## Teste di serie
1. Vasilisa Bardina (Qualificata)
2. Milagros Sequera (secondo turno)
3. Alla Kudrjavceva (secondo turno)
4. Anne Keothavong (secondo turno)

1. Shikha Uberoi (secondo turno)
2. Akgul Amanmuradova (secondo turno)
3. Chin-Wei Chan (Qualificata)
4. Natalie Grandin (ultimo turno)

## Qualificati
1. Vasilisa Bardina
2. Abigail Spears

1. Rosana De Los Rios
2. Chin-Wei Chan

## Tabellone

### Legenda
| - Q = Qualificato - WC = Wild card - LL = Lucky loser | - ALT = Alternate - SE = Special Exempt - PR = Protected Ranking | - w/o = Walkover - r = Ritirato - d = Squalificato |

### Sezione 1
|  | Primo turno      | Primo turno      | Primo turno      | Primo turno | Primo turno |  |  | Secondo turno | Secondo turno      | Secondo turno      | Secondo turno    | Secondo turno |   |   | Ultimo turno | Ultimo turno     | Ultimo turno | Ultimo turno | Ultimo turno |  |
|  |                  |                  |                  |             |             |  |  |               |                    |                    |                  |               |   |   |              |                  |              |              |              |  |
|  |                  |                  |                  |             |             |  |  |               |                    |                    |                  |               |   |   |              |                  |              |              |              |  |
|  |                  |                  |                  |             |             |  |  | 1             | Vasilisa Bardina   | Vasilisa Bardina   | 6                | 7             |   |   |              |                  |              |              |              |  |
|  | Salome Devidze   | Salome Devidze   | Salome Devidze   | 6           | 6           |  |  |               | Salome Devidze     | Salome Devidze     | 1                | 63            |   |   |              |                  |              |              |              |  |
|  | Shilpa Joshi     | Shilpa Joshi     | Shilpa Joshi     | 1           | 1           |  |  |               |                    |                    |                  |               |   |   | 1            | Vasilisa Bardina | 6            | 5            | 6            |  |
|  | Carly Gullickson | Carly Gullickson | Carly Gullickson | 6           | 6           |  |  |               |                    |                    | Carly Gullickson | 2             | 7 | 2 |              |                  |              |              |              |  |
|  | Neha Uberoi      | Neha Uberoi      | Neha Uberoi      | 2           | 2           |  |  |               | Carly Gullickson   | Carly Gullickson   | 6                | 6             |   |   |              |                  |              |              |              |  |
|  |                  |                  |                  |             |             |  |  | 6             | Akgul Amanmuradova | Akgul Amanmuradova | 3                | 3             |   |   |              |                  |              |              |              |  |
|  |                  |                  |                  |             |             |  |  |               |                    |                    |                  |               |   |   |              |                  |              |              |              |  |

### Sezione 2
|  | Primo turno             | Primo turno             | Primo turno             | Primo turno | Primo turno |  |  | Secondo turno | Secondo turno    | Secondo turno    | Secondo turno  | Secondo turno |   |   | Ultimo turno | Ultimo turno | Ultimo turno | Ultimo turno | Ultimo turno |  |
|  |                         |                         |                         |             |             |  |  |               |                  |                  |                |               |   |   |              |              |              |              |              |  |
|  |                         |                         |                         |             |             |  |  |               |                  |                  |                |               |   |   |              |              |              |              |              |  |
|  |                         |                         |                         |             |             |  |  | 2             | Milagros Sequera | Milagros Sequera | 2              | 0             |   |   |              |              |              |              |              |  |
|  | Julia Cohen             | Julia Cohen             | Julia Cohen             | 6           | 6           |  |  |               | Julia Cohen      | Julia Cohen      | 6              | 6             |   |   |              |              |              |              |              |  |
|  | Brenda Schultz-McCarthy | Brenda Schultz-McCarthy | Brenda Schultz-McCarthy | 2           | 4           |  |  |               |                  |                  |                |               |   |   | Julia Cohen  | Julia Cohen  | 4            | 6            | 1            |  |
|  | Abigail Spears          | Abigail Spears          | 6                       | 6(1)        | 6           |  |  |               |                  | Abigail Spears   | Abigail Spears | 6             | 4 | 6 |              |              |              |              |              |  |
|  | Lauren Imre             | Lauren Imre             | 1                       | 7           | 0           |  |  |               | Abigail Spears   | 6                | 4              | 6             |   |   |              |              |              |              |              |  |
|  |                         |                         |                         |             |             |  |  | 5             | Shikha Uberoi    | 2                | 6              | 4             |   |   |              |              |              |              |              |  |
|  |                         |                         |                         |             |             |  |  |               |                  |                  |                |               |   |   |              |              |              |              |              |  |

### Sezione 3
|  | Primo turno        | Primo turno        | Primo turno        | Primo turno | Primo turno |  |  | Secondo turno | Secondo turno      | Secondo turno   | Secondo turno   | Secondo turno |   |   | Ultimo turno | Ultimo turno       | Ultimo turno | Ultimo turno | Ultimo turno |  |
|  |                    |                    |                    |             |             |  |  |               |                    |                 |                 |               |   |   |              |                    |              |              |              |  |
|  |                    |                    |                    |             |             |  |  |               |                    |                 |                 |               |   |   |              |                    |              |              |              |  |
|  |                    |                    |                    |             |             |  |  | 3             | Alla Kudrjavceva   | 6               | 1               | 4             |   |   |              |                    |              |              |              |  |
|  | Rosana De Los Rios | Rosana De Los Rios | Rosana De Los Rios | 6           | 7           |  |  |               | Rosana De Los Rios | 4               | 6               | 6             |   |   |              |                    |              |              |              |  |
|  | Tara Snyder        | Tara Snyder        | Tara Snyder        | 3           | 65          |  |  |               |                    |                 |                 |               |   |   |              | Rosana De Los Rios | 2            | 6            | 6            |  |
|  | Stacia Fonseca     | Stacia Fonseca     | Stacia Fonseca     | 7           | 6           |  |  |               |                    | 8               | Natalie Grandin | 6             | 0 | 2 |              |                    |              |              |              |  |
|  | Courtney Vernon    | Courtney Vernon    | Courtney Vernon    | 64          | 0           |  |  |               | Stacia Fonseca     | Stacia Fonseca  | 4               | 1             |   |   |              |                    |              |              |              |  |
|  |                    |                    |                    |             |             |  |  | 8             | Natalie Grandin    | Natalie Grandin | 6               | 6             |   |   |              |                    |              |              |              |  |
|  |                    |                    |                    |             |             |  |  |               |                    |                 |                 |               |   |   |              |                    |              |              |              |  |

### Sezione 4
|  | Primo turno         | Primo turno         | Primo turno         | Primo turno | Primo turno |  |  | Secondo turno | Secondo turno       | Secondo turno       | Secondo turno | Secondo turno |   |   | Ultimo turno | Ultimo turno        | Ultimo turno | Ultimo turno | Ultimo turno |  |
|  |                     |                     |                     |             |             |  |  |               |                     |                     |               |               |   |   |              |                     |              |              |              |  |
|  |                     |                     |                     |             |             |  |  |               |                     |                     |               |               |   |   |              |                     |              |              |              |  |
|  |                     |                     |                     |             |             |  |  | 4             | Anne Keothavong     | Anne Keothavong     | 0             | 3             |   |   |              |                     |              |              |              |  |
|  | Alexandra Stevenson | Alexandra Stevenson | Alexandra Stevenson | 6           | 6           |  |  |               | Alexandra Stevenson | Alexandra Stevenson | 6             | 6             |   |   |              |                     |              |              |              |  |
|  | Sofia Melikishvili  | Sofia Melikishvili  | Sofia Melikishvili  | 1           | 2           |  |  |               |                     |                     |               |               |   |   |              | Alexandra Stevenson | 6            | 3            | 5            |  |
|  | Tetjana Lužans'ka   | Tetjana Lužans'ka   | Tetjana Lužans'ka   | 6           | 6           |  |  |               |                     | 7                   | Chin-Wei Chan | 3             | 6 | 7 |              |                     |              |              |              |  |
|  | Jacqueline Bohannon | Jacqueline Bohannon | Jacqueline Bohannon | 1           | 2           |  |  |               | Tetjana Lužans'ka   | 7                   | 2             | 5             |   |   |              |                     |              |              |              |  |
|  |                     |                     |                     |             |             |  |  | 7             | Chin-Wei Chan       | 5                   | 6             | 7             |   |   |              |                     |              |              |              |  |
|  |                     |                     |                     |             |             |  |  |               |                     |                     |               |               |   |   |              |                     |              |              |              |  |